# Eunomia facsiatella
Eunomia facsiatella là một loài bướm đêm thuộc phân họ Arctiinae, họ Erebidae.